# Bafétimbi Gomis
Bafétimbi „Bafé“ Gomis (* 6. August 1985 in La Seyne-sur-Mer) ist ein ehemaliger französischer Fußballspieler senegalesischer Abstammung.

## Karriere

### Vereine
Der Stürmer stammt aus der Jugendabteilung von AS Saint-Étienne. Im Juli 2003 unterschrieb er dort seinen ersten Profivertrag. Bis Januar 2005 spielte er 17-mal und erzielte zwei Tore. Anschließend wurde Gomis bis Juni 2005 an ES Troyes AC ausgeliehen, für den er in 13 Spielen sechs Tore erzielte. Zur Saison 2005/06 kehrte er nach Saint-Étienne zurück. In der Saison 2006/07 erzielte er in 30 Spielen zehn teils spektakuläre  Tore. Nach der EM 2008 verlängerte Gomis seinen Vertrag bei AS Saint-Étienne bis 2012, wechselte jedoch zur Saison 2009/10 zu Olympique Lyon und unterschrieb dort einen Fünfjahresvertrag. Dort absolvierte er seine persönlich erfolgreichste Saison in der Spielzeit 2011/12, als er in 54 Begegnungen seines Vereins 24-mal traf.
m
Am 7. Dezember 2011 erzielte Gomis im Champions-League-Spiel bei Dinamo Zagreb innerhalb von sieben Minuten (45./48./52.) drei Tore, womit er den bisher schnellsten Hattrick in diesem Wettbewerb erzielte. Später schoss er noch ein viertes Tor. Nur Lionel Messi und Luiz Adriano markierten später mit fünf Toren mehr Treffer in einem Spiel. Im Juli 2014 wechselte Gomis ablösefrei zu Swansea City. Während der Saison 2016/17 wurde der Stürmer an Olympique Marseille verliehen.
Zur Saison 2017/18 unterschrieb Gomis einen Dreijahresvertrag bei Galatasaray Istanbul. In seinem ersten Ligaspiel am 14. August 2017 (1. Spieltag) erzielte er beim 4:1-Sieg gegen Kayserispor zwei Tore.
Zudem konnte Gomis mit Galatasaray türkischer Meister werden und stellte mit 29 Ligatoren in der Süper Lig einen neuen Rekord für einen Ausländer, der die meisten Tore in einer Süper Lig Saison geschossen hat und krönte sich noch zum Torschützenkönig. Dieser Rekord hielt allerdings nur eine Spielzeit, da er nur eine Saison später von Mbaye Diagne übertroffen wurde und in einer Saison 30 Tore schoss.
Am 23. August 2018 wechselte Gomis nach Saudi-Arabien zu Al-Hilal. Galatasaray erhielt eine Ablöse in Höhe von 6 Millionen Euro. Im Januar 2022 verließ Gomis Al-Hilal. und kehrte nach dreieinhalb Jahren zurück zu Galatasaray Istanbul. Mit seinem Tor zum 1:0-Sieg gegen Aufsteiger Ümraniyespor am 19. August 2022 wurde Gomis mit 37 Jahren und 13 Tagen der älteste Torschütze der Vereinsgeschichte Galatasarays. Der vorherige Rekordhalter war Hakan Şükür mit 36 Jahren, acht Monten und acht Tagen. Gomis gewann in der Saison 2022/23 mit Galatasaray seine zweite türkische Meisterschaft. In 23 Ligaspielen erzielte der Stürmer acht Tore, sein auslaufender Vertrag wurde nicht verlängert.
Am 8. August 2023 schloss sich der Stürmer ablösefrei dem japanischen Erstligisten Kawasaki Frontale an. Am 9. Dezember 2023 stand er mit Frontale im Finale des japanischen Pokals. Hier besiegte man Kashiwa Reysol mit 8:7 im Elfmeterschießen. Am 17. Februar 2024 gewann der mit Frontale den Supercup. Das Spiel gegen den Meister Vissel Kōbe wurde mit 1:0 gewonnen. Nach 17 Ligaspielen wurde sein Vertrag nicht verlängert. Im November 2024 beendete er seine Karriere als Fußballspieler.

### Nationalmannschaft
Anfang des Jahres 2008 forderte ihn der senegalesische Nationaltrainer Henryk Kasperczak auf, mit dem Senegal am afrikanischen Nationenpokal teilzunehmen. Gomis lehnte dies ab, weil er sich für die französische Auswahl entschieden hatte.
Ende Mai 2008 wurde er in die französische A-Elf berufen und beim EM-Vorbereitungsspiel gegen Ecuador zur zweiten Halbzeit eingewechselt. Mit Gomis trug erstmals nach 26 Jahren wieder ein Spieler der AS Saint-Étienne das blaue Nationaltrikot. Er debütierte mit zwei Treffern beim 2:0 der Bleus, was in der 104-jährigen Geschichte der Nationalmannschaft vor ihm zuletzt Zinédine Zidane 1994 gelungen war.
Daraufhin wurde er auch für die EM-Endrunde 2008 in das französische Aufgebot berufen. Bei der EM wurde Gomis im ersten Gruppenspiel gegen Rumänien (0:0) für Nicolas Anelka in der 72. Minute eingewechselt. Beim 1:4 gegen die Niederlande wurde der Stürmer in der 60. Minute für Florent Malouda eingewechselt. Im entscheidenden Gruppenspiel gegen Italien wurde er nicht eingesetzt. Frankreich schied als Gruppenletzter aus.
Anschließend kam er nur noch sporadisch bei einigen Freundschaftsspielen und je einem Qualifikationsspiel zur WM 2010 sowie zur WM 2014 zum Einsatz.

## Erfolge
Galatasaray Istanbul
- Türkischer Meister: 2017/18, 2022/23

Kawasaki Frontale
- Japanischer Pokalsieger: 2023
- Japanischer Supercup-Sieger: 2024

## Auszeichnungen
- Spieler des Monats der Ligue 1: Januar 2007
- Torschützenkönig der Süper Lig: 2017/18
- Fußballer des Jahres (Türkei): 2018
- Torschützenkönig der AFC Champions League: 2019
- Torschützenkönig der Saudi Professional League: 2020/21

## Sonstiges
Gomis ist der Cousin der Profifußballer Nampalys Mendy und Alexandre Mendy.